# كهف درونة
كهف درونة (بالفارسية: غار درونه) هو كهف تاريخي يعود إلى قرن 6 هـ إلى قرن 8 هـ، ويقع في مقاطعة بردسكن، 14 كيلومترات غرب قرية درونة.